# Шалем
Шалем, Шалімму, Шалим, Салим, Салем, Шулману (утворено від кореня С-Л-М; івр. שָׁלֶם) — в західносемітській міфології боги вечірньої зорі та благополуччя. Брат-близнюк Шахара, бога ранкової зорі. Шалем і Шахар — діти Рахмайу (іноді Асират, ототожнюється з Анат).
Бог євусеїв. Подавач щастя і благоденства, сприяв отриманню врожаю хліба та вина.
В Палестині Шалем, ймовірно, вважався засновником і покровителем (разом з Ельоном, який був іпостассю Ілу) Єрусалима (на івриті — Єрушалаїм, «заснований Шалимом»).